# Charles Stevens
Charles Stevens (26 de mayo de 1893 - 22 de agosto de 1964) fue un actor cinematográfico y televisivo de nacionalidad estadounidense. Se decía que era nieto de Gerónimo, y actuó en casi 200 filmes rodados entre 1915 y 1961. Buen amigo del actor Douglas Fairbanks, Stevens actuó en casi todas las películas de Fairbanks.

## Biografía
Nacido en Solomon, Arizona, Stevens empezó su carrera en la época del cine mudo, interpretando principalmente a nativos americanos y a mexicanos en producciones del género western. En los años 1930 y años 1940, hizo papeles en los seriales cinematográficos Wild West Days y Overland Mail. 
En los años 1950, Stevens fue actor invitado de varias series televisivas, entre ellas The Adventures of Wild Bill Hickok, The Adventures of Kit Carson, Sky King, El llanero solitario, El Zorro, y Las aventuras de Rin tin tin. En dos actuaciones en Las aventuras de Rin tin tin, en 1954 y 1958, encarnó a Gerónimo. 
Su última actuación para la pantalla llegó con el film The Outsider (1961), protagonizado por Tony Curtis.
Charles Stevens falleció en 1964 en Hollywood, California, a causa de una dolencia cardiaca. Fue enterrado en el Cementerio Valhalla Memorial Park, en North Hollywood.

## Selección de su filmografía
| Film       | Film                            | Film                                | Film                       |
| Año        | Film                            | Papel                               | Notas                      |
| ---------- | ------------------------------- | ----------------------------------- | -------------------------- |
| 1915       | El nacimiento de una nación     | Voluntario                          | Sin créditos               |
| 1916       | The Mystery of the Leaping Fish | Cómplice japonés                    |                            |
| 1917       | Wild and Woolly                 | Pedro                               |                            |
| 1918       | M'Liss                          | Mexicano                            | Sin créditos               |
| 1920       | The Mollycoddle                 | Yellow Horse                        |                            |
| 1921       | The Three Musketeers            | Planchet                            |                            |
| 1922       | Robín de los bosques            | Ayudante del Príncipe Juan          |                            |
| 1924       | Empty Hands                     | Guía indio                          |                            |
| 1925       | Don Q, Son of Zorro             | Robledo                             |                            |
| 1926       | Mantrap                         | Lawrence Jackfish (guía indio)      |                            |
| 1927       | The Gaucho                      | Primer teniente de El Gaucho        |                            |
| 1929       | La máscara de hierro            | Planchet                            |                            |
| 1930       | The Big Trail                   | Indio                               | Sin créditos               |
| 1930       | Tom Sawyer                      | Joe                                 |                            |
| 1931       | The Cisco Kid                   | Lopez                               |                            |
| 1932       | South of the Rio Grande         | Pedro                               |                            |
| 1933       | Police Call                     | Gánster                             |                            |
| 1933       | The Perils of Pauline           | Secuaz de Bashan                    | Capítulos 1-8 Sin créditos |
| 1934       | La Cucaracha                    | Ayudante de cámara de Pancho        | Sin créditos               |
| 1935       | The Lives of a Bengal Lancer    | Criado de McGregor                  | Sin créditos               |
| 1936       | The Bold Caballero              | Capitán Vargas                      |                            |
| 1937       | Swing High, Swing Low           | Panameño en pelea de gallos         | Sin créditos               |
| 1938       | Flaming Frontiers               | Breed                               |                            |
| 1939       | The Oregon Trail                | Breed                               |                            |
| 1940       | El signo del Zorro              | José                                | Sin créditos               |
| 1941       | Sangre y arena                  | Pablo Gómez                         |                            |
| 1944       | The Mummy's Curse               | Achilles                            |                            |
| 1945       | San Antonio                     | Sojer Harris                        | Sin créditos               |
| 1946       | Pasión de los fuertes           | Joe                                 | Sin créditos               |
| 1947       | Sinbad the Sailor               | Ruri                                | Sin créditos               |
| 1950       | California Passage              | Pedro                               |                            |
| 1950       | A Ticket to Tomahawk            | Trancos                             | Sin créditos               |
| 1950       | Ambush                          | Diablito                            |                            |
| 1953       | Jeopardy                        | Padre mexicano                      | Sin créditos               |
| 1954       | Man with the Steel Whip         | Blackjack Sam – renegado prisionero | Capítulo 6 Sin créditos    |
| 1955       | The Last Command                | Aldeano                             | Sin créditos               |
| 1956       | Los diez mandamientos           | Esclavo                             | Sin créditos               |
| Television |                                 |                                     |                            |
| Año        | Título                          | Papel                               | Notas                      |
| 1953       | The Range Rider                 | Pescadito                           | 2 episodios                |
| 1954       | Rocky Jones, Space Ranger       | Chamán                              | 1 episodio                 |
| 1955       | Captain Midnight                | Indio Charlie                       | 1 episodio                 |
| 1956       | My Friend Flicka                | Deerfoot                            | 1 episodio                 |
| 1957       | Wagon Train                     | Viejo indio                         | 1 episodio                 |
| 1958       | Sugarfoot                       | Charlie Falling Horse               | 1 episodio                 |
| 1959       | The Lucy-Desi Comedy Hour       | Esquimal n.º 2                      | 1 episodio                 |
| 1960       | The Alaskans                    | Chinook                             | 2 episodios                |
| 1961       | Rawhide                         | Subjefe                             | 2 episodios                |